# 牧羊女 (1889年)
《牧羊女》(法文: Pastourelle；英文: The Shepherdess)是法国画家威廉·阿道夫·布格罗创作于1889年的一幅油画。现藏于美国奥克拉荷马州图尔萨的菲尔布鲁克艺术博物馆（The Philbrook Museum of Art) 。

## 类似作品
- 年轻的牧羊女 (1868年)
- 年轻的牧羊女 (1885年)
- 小牧羊女 (1891年)